# Torymus paraguayensis
Torymus paraguayensis is een vliesvleugelig insect uit de familie Torymidae. De wetenschappelijke naam is voor het eerst geldig gepubliceerd in 1913 door Girault.